# أحمد عزة الأعظمي
أحمد عزة بن عبد الحميد بن طه جلبي الأعظمي، وهو أستاذ حقوقي، وصحفي ورجل سياسي ومجاهد معروف، ولد في بغداد بمنطقة الأعظمية عام 1299هـ/1881م، وبها نشأ وتعلم القرآن الكريم ثم ارتحل إلى الحلة مع والده وكان موظفاً فيها فدرس على الشيخ مصطفى الواعظ العلوم الدينية واللغة العربية والأدب ثم سافر إلى إسطنبول وحصل على شهادة الحقوق وأكمل دراسته العالية هناك، وكان من كبار كتاب العراق البارزين في العلوم السياسية وعلم الاجتماع، ومن المؤرخين الثقات ومن رجال الصحافة المجاهدين بأقلامهم ومؤلفاتهم.
 وله شعر نشره في عدد من الصحف. 

## حياته ومنجزاته
- أصدر أحمد عزة مع عبد الغفور البدري ومجموعة من العراقيين في إسطنبول مجلة (لسان العرب)، وهي مجلة شهرية علمية أدبية، فأغلقها الأتحاديون قبل الحرب العالمية الأولى واعتقلوه.
- أصدر في دمشق عام 1332هـ/1914م، مجلة (المنتدى الأدبي).
- أعتقل في دمشق عام 1915م، وسيق إلى الديوان العرفي عام 1916م، أيام الوالي العثماني (جمال السفاح)، ثم أطلق سراحه.
- في عام 1919م، أصدر في بغداد مجلة (اللسان)، وساهم في تأسيس فرع لحزب العهد أيام الاحتلال البريطاني للعراق.
- في عام 1921م، ساهم في تأسيس المعهد العلمي ببغداد.
- انتخب في عام 1922 نائبا في الدورة الأولى لمجلس النواب العراقي.
- في عام 1925م، أصدر مجلة (المعرض).
- في عام 1934م، أصدر جريدة الثبات وانتخب نائباً في الدورة الثانية لمجلس النواب العراقي.[6]

وكان أحمد عزة رجلاً وطنياً يرعى مصالح الطلاب العرب في تركيا وينظم شؤونهم، مع (عزيز علي المصري).

## من مؤلفاته
- كتاب (القضية العربية)، في ستة أجزاء مطبوع.
- خلاصة تاريخ العراق منذ أقدم عصوره - أملاه على الأستاذ محمود فهمي درويش ولقد نشره ضمن كتابه (الدليل العراقي الرسمي 1936م).[8]

## وفاته
توفي المجاهد أحمد عزة في بغداد يوم الأربعاء في 4 جمادى الأولى من عام 1355هـ/22 تموز 1936م، وشيع بموكب كبير ودفن في مقبرة الخيزران، ولم يعقب ذرية وزوجته هي المحسنة الحاجة نجية الأورفلي صاحبة جامع الأورفلي قرب ساحة التحرير ببغداد، وهو أخ الشيخ عبد الرزاق أفندي وأخ الزعيم عبد المحسن الأعظمي وعم الشهيد سعد الأعظمي.